# John Gamgee

Gamgee Zeromotor: 1884

John Gamgee (* 1831; † 1894) war ein Tierarzt und Erfinder. Er war Professor für Veterinärmedizin und Chirurgie am New Veterinary College in Edinburgh.
John Gamgee organisierte mit Eduard Hering den 1. Welttierärztekongreß 1863 in Hamburg. Später entwickelte er 1876 die ersten Kunsteisbahnen mit einer künstlich gefrorenen Eisfläche. Er verwendete den Gefrierprozess von Raoul Pictet und W. W. Ludlows Wankelmotor. Nach seinem Entwurf wurden auch Bahnen in der Northumberland Avenue, London und weitere in Rusholme, Manchester gebaut.
1880 begann er mit der Entwicklung seines Zeromotors.
Zur Behandlung von Gelbfieber-Patienten wollte er ein gekühltes Hospital-Schiff bauen.

## Schriften
- On the chemical composition, use and action of sheep-dipping mixtures; Edinburgh, 1859
- Our Domestic Animals In Health And Disease V2 (1871)
- Yellow Fever, a Nautical Disease: Its Origin and Prevention  (Online)